# Шварцвальдская лошадь
Шварцвальдская лошадь (немецкое название: Schwarzwälder Kaltblut) — находящаяся под угрозой исчезновения немецкая порода легкого тяжеловоза из Шварцвальда на юге Германии.

## История породы

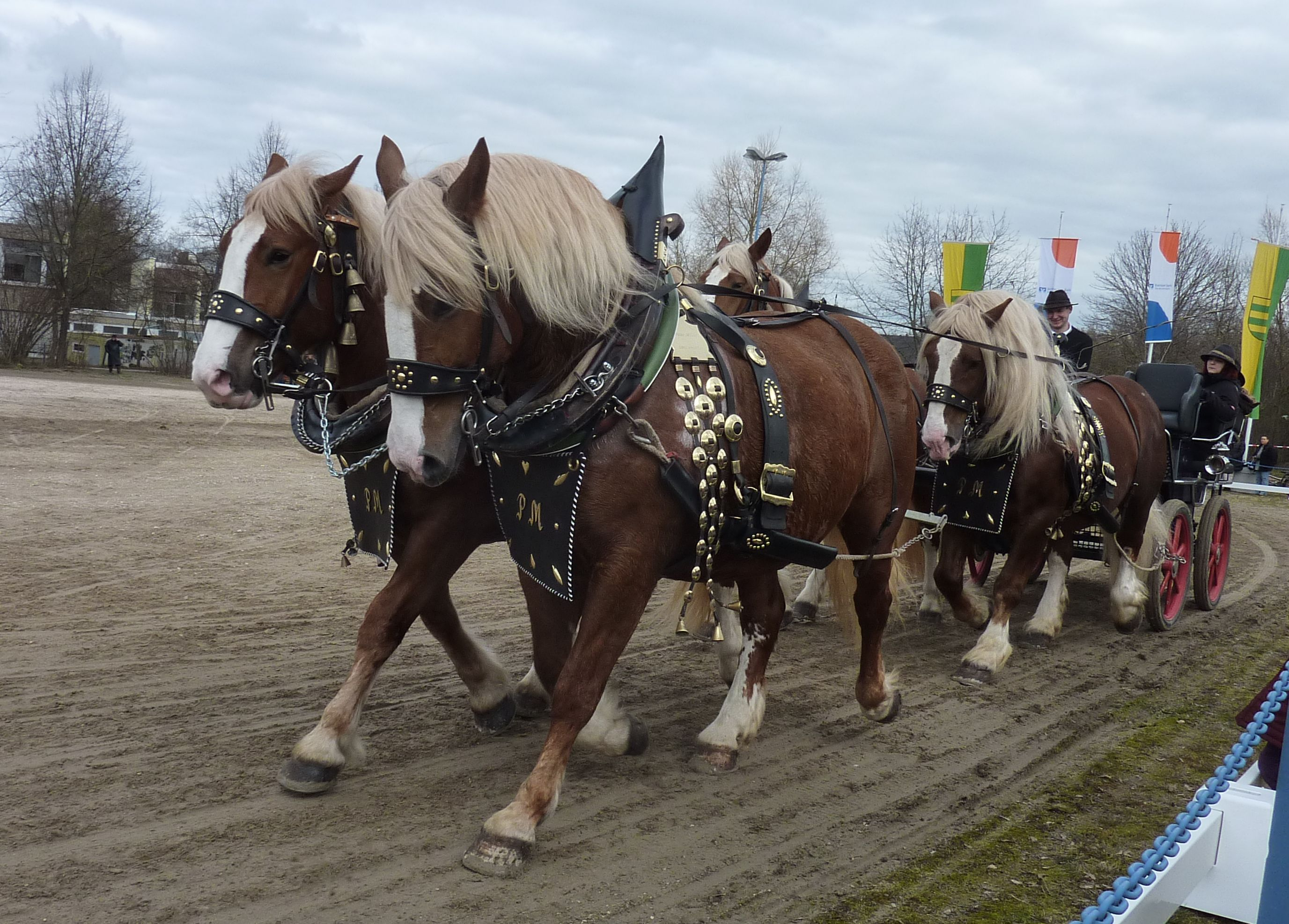
Шварцвальдская лошадь

Разведение лошадей в Шварцвальде — в месте, что сейчас называется Баден-Вюртембергом — документировано с начала XV века в записях аббатства Святого Петра в Шварцвальде. Тип тяжелой лошади, Wälderpferd (лесная лошадь), использовался для лесного хозяйства и сельскохозяйственных работ, предполагается, что лошадь Шварцвальда происходит от нее. Основной район размножения лежит между северным Хотценвальдом на юге и Кинцигталом на севере. Разведение было сосредоточено вокруг монастырей св. Петра и св. Моргена; по этой причине ранее он назывался St. Märgener Fuchs.
Ассоциация породы «Шварцвальская ассоциация коневодства» была основана в Санкт-Моргене в 1896 году, и в том же году была начата племенная книга.
В 1935 году, в нацистский период, она была объединена в общую племенную книгу для Бадена. Она была возобновлена после войны, в 1947 году, при французской администрации. Шварцвальская ассоциация коневодства была заново основана в 1990-х годах.

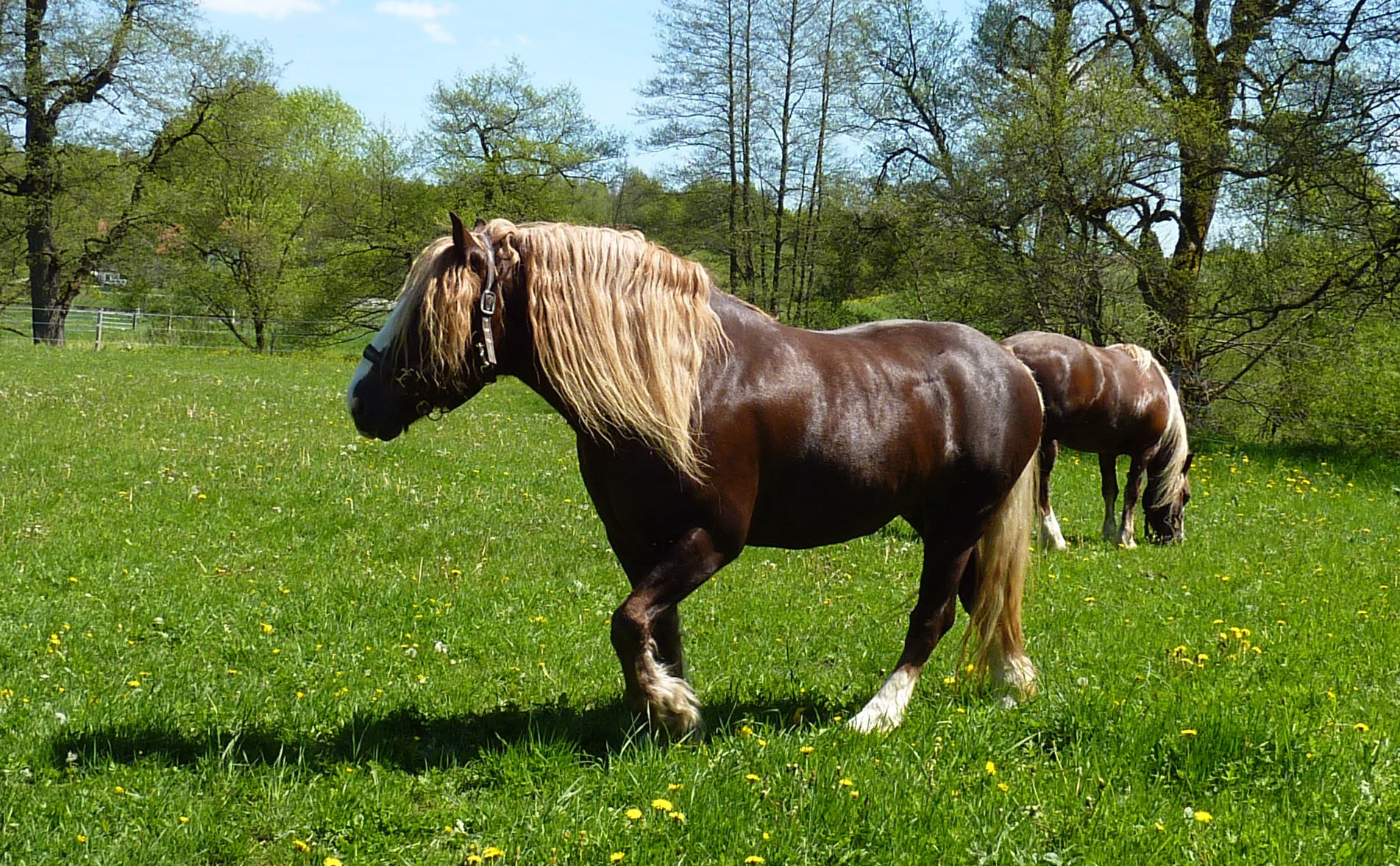
Рыжая с игреневым геном

После окончания Второй мировой войны было зарегистрировано более 1200 племенных кобыл. С механизацией сельского хозяйства и транспорта спрос на рабочих лошадей быстро упал, и к 1977 году число кобыл упало ниже 160. В 2007 году ФАО сообщила, что ее статус сохранения находится под угрозой исчезновения. В 2017 году была зарегистрирована популяция 88 жеребцов и 1077 кобыл; в 2019 году порода была включена в список Общества по сохранению старых и находящихся под угрозой исчезновения пород домашних животных в его категории III, gefährdet — «находящиеся под угрозой исчезновения».

## Характеристики
Шварцвальдская лошадь всегда рыжая с игреневым геном (светлые грива и хвост); Никакая другая масть не может быть зарегистрирована. Оттенок шерсти варьируется от бледного до очень темного, иногда почти черного. Масть с бледной или серебристой гривой, называется по-немецки Dunkelfuchs, «темная лиса». Преднамеренный отбор для игреневой рыжей масти начался в 1875 году. В исследовании 250 лошадей породы, опубликованном в 2013 году, было обнаружено, что у двух были обнаружены гены серебра, но поскольку они были каштановыми, серебро не экспрессировалось. Считалось, что он был введен путем скрещивания с какой-то другой породой в прошлом.
Лошадь Шварцвальда — тяжеловоз от легкого до среднего веса, мускулистая, с короткой и мощной шеей. Голова короткая и сухая, плечи наклонные, круп крупный и мускулистый. Ноги чистые, копыта широкие и крепкие.